# Garlinghem
Garlinghem is een gehucht in de Franse gemeente Aire-sur-la-Lys in het departement Pas-de-Calais. Het ligt in het noorden van de gemeente, 2,5 kilometer ten noorden van het stadscentrum van Aire-sur-la-Lys. Garlinghem ligt tegen de grens met buurgemeente Wittes, aan het Nieuwegracht. Net ten noorden van het gehucht ligt een brug over het kanaal, en mondt het riviertje de Melde er in uit.

## Geschiedenis
Een oude vermelding van de plaats dateert uit de 12de eeuw als Gerlingehem. Kerkelijk was de plaats afhankelijk van de parochie van Saint-Martin. De Nieuwedijk (Neuf-Fossé), een oude verdedigingsgracht tussen de Aa en de Leie werd in de 18de eeuw uitgegraven tot het bevaarbare Nieuwegracht.
Op het eind van het ancien régime werd Garlinghem ondergebracht bij de gemeente Aire-sur-la-Lys.
Aire-sur-la-Lys · Garlinghem · Glomenghem · Grand Neufpré · Houleron · La Jumelle · La Lacque · Lenglet · Mississippi · Moulin le Comte · Pecqueur · Petit Neufpré · Rincq · Saint-Martin · Saint-Quentin · Widdebrouck

Lijst van Franse gemeenten · Arrondissement Sint-Omaars · Pas-de-Calais · Hauts-de-France